# Rayleigh-Verteilung

Wahrscheinlichkeitsdichtefunktion in Abhängigkeit von

In der Wahrscheinlichkeitstheorie und Statistik wird mit Rayleigh-Verteilung (nach John William Strutt, 3. Baron Rayleigh) oder Betragsverteilung 2. Art eine kontinuierliche Wahrscheinlichkeitsverteilung bezeichnet.
Wenn die Komponenten eines zweidimensionalen Zufallsvektors normalverteilt und stochastisch unabhängig sind, dann ist der Betrag Rayleigh-verteilt. Dies tritt zum Beispiel in einem funktechnisch genutzten Übertragungskanal bei Mobilfunksystemen auf, wenn zwischen dem Sender, wie einer Basisstation, und dem Empfänger, beispielsweise einem Mobiltelefon, kein direkter Sichtkontakt besteht. Der durch die Mehrwegeausbreitung über verschiedene, zufällige Reflexion und Streuungen, beispielsweise an Gebäudewänden und anderen Hindernissen, beeinträchtigte Übertragungskanal lässt sich dann mit Hilfe der Rayleigh-Verteilung als sogenannter Rayleigh-Kanal modellieren.
Die Verteilung von 10-Minutenmittelwerten der Windgeschwindigkeit werden ebenfalls des Öfteren durch eine Rayleigh-Verteilung beschrieben, wenn nicht eine zweiparametrige Weibull-Verteilung gewählt werden soll.

## Definition
Eine stetige Zufallsvariable {\displaystyle X} heißt Rayleigh-verteilt mit Parameter {\displaystyle \sigma >0}, wenn sie die Wahrscheinlichkeitsdichte
{\displaystyle f(x|\sigma )={\begin{cases}\displaystyle {\frac {x}{\sigma ^{2}}}e^{-{\frac {x^{2}}{2\sigma ^{2}}}}&x\geq 0\\0&x<0\end{cases}}}
besitzt. Daraus ergibt sich die Verteilungsfunktion
{\displaystyle F(x)={\begin{cases}\displaystyle 1-e^{-{\frac {x^{2}}{2\sigma ^{2}}}}&x\geq 0\\0&x<0\end{cases}}}

## Eigenschaften

### Momente
Die Momente beliebiger Ordnung können über folgende Formel errechnet werden:
{\displaystyle \mu _{k}=\sigma ^{k}2^{k/2}\,\Gamma (1+k/2)\,},
wobei {\displaystyle \Gamma (\cdot )} die Gammafunktion darstellt.

### Erwartungswert
Der Erwartungswert ergibt sich zu
{\displaystyle \operatorname {E} (X)=\sigma {\sqrt {\frac {\pi }{2}}}}.

### Varianz
Die Varianz der Verteilung ist
{\displaystyle \operatorname {Var} (X)={\frac {4-\pi }{2}}\sigma ^{2}}.
Somit ist das Verhältnis zwischen Erwartungswert und Standardabweichung bei dieser Verteilung konstant:
{\displaystyle {\frac {\operatorname {E} (X)}{\sqrt {\operatorname {Var} (X)}}}={\sqrt {\frac {\pi }{2}}}{\sqrt {\frac {2}{4-\pi }}}={\sqrt {\frac {\pi }{4-\pi }}}\approx 1{,}91}.

### Schiefe
Für die Schiefe erhält man
{\displaystyle \operatorname {v} (X)={\frac {2{\sqrt {\pi }}(\pi -3)}{(4-\pi )^{3/2}}}\approx 0{,}6311}.

### Wölbung (Kurtosis)
Die Wölbung ergibt sich zu
{\displaystyle \beta _{2}(X)=-{\frac {6\pi ^{2}-24\pi +16}{(4-\pi )^{2}}}\approx 0{,}2451}.

### Charakteristische Funktion
Die charakteristische Funktion ist
{\displaystyle \varphi (t)=1-\sigma te^{-\sigma ^{2}t^{2}/2}{\sqrt {\frac {\pi }{2}}}\!\left(\operatorname {erf} \!\left({\frac {\sigma t}{\sqrt {2}}}\right)-i\right)}.
wobei {\displaystyle \operatorname {erf} (\cdot )} die komplexe Fehlerfunktion ist.

### Momenterzeugende Funktion
Die momenterzeugende Funktion ist gegeben durch
{\displaystyle M(t)=1+\sigma te^{\sigma ^{2}t^{2}/2}{\sqrt {\frac {\pi }{2}}}\left(\operatorname {erf} \left({\frac {\sigma t}{\sqrt {2}}}\right)+1\right)},
wobei {\displaystyle \operatorname {erf} (\cdot )} wiederum die Fehlerfunktion ist.

### Entropie
Die Entropie, ausgedrückt in nats, ergibt sich zu
{\displaystyle 1+\ln \left({\frac {\sigma }{\sqrt {2}}}\right)+{\frac {\gamma }{2}}},
wobei {\displaystyle \gamma } die Euler-Mascheroni-Konstante bezeichnet.

### Modus
Das Maximum erreicht die Rayleigh-Verteilung für {\displaystyle x=\sigma }, denn für {\displaystyle x\geq 0} gilt
{\displaystyle 0={\frac {\mathrm {d} f}{\mathrm {d} x}}\left(x\right)={\frac {e^{-{\frac {x^{2}}{2\sigma ^{2}}}}}{\sigma ^{2}}}-x^{2}{\frac {e^{-{\frac {x^{2}}{2\sigma ^{2}}}}}{\sigma ^{4}}}\quad \Longleftrightarrow \quad x=\sigma }.
Damit ist {\displaystyle \sigma } der Modus der Rayleigh-Verteilung.
Im Maximum hat {\displaystyle f} den Wert
{\displaystyle f\left(\sigma \right)={\frac {1}{\sigma }}e^{-{\frac {1}{2}}}}.

## Parameterschätzung
Die Maximum-Likelihood-Schätzung von {\displaystyle \sigma } aus Messwerten {\displaystyle x_{1},\ldots ,x_{n}} erfolgt über:
{\displaystyle \sigma \approx {\sqrt {{\frac {1}{2n}}\sum _{i=1}^{n}x_{i}^{2}}}}

## Beziehungen zu anderen Verteilungen
Die Chi-Verteilung, Weibull-Verteilung und Rice-Verteilung sind Verallgemeinerungen der Rayleigh-Verteilung.

### Beziehung zur Chi-Quadrat-Verteilung
Wenn {\displaystyle R\sim \mathrm {Rayleigh} (1)}, dann ist {\displaystyle R^{2}} Chi-Quadrat-verteilt mit zwei Freiheitsgraden: {\displaystyle R^{2}\sim \chi _{2}^{2}}

### Beziehung zur Weibull-Verteilung
{\displaystyle \mathrm {Rayleigh} (\sigma ^{2})=\mathrm {Wei} \left({\frac {1}{2\sigma ^{2}}},2\right)}

### Beziehung zur Rice-Verteilung
{\displaystyle \mathrm {Rayleigh} (\sigma )=\mathrm {Rice} (0,\sigma )}

### Beziehung zur Exponentialverteilung
Wenn {\displaystyle X} exponentialverteilt mit {\displaystyle X\sim \mathrm {Exp} (\lambda )} ist, dann ist {\displaystyle Y={\sqrt {X}}\sim \mathrm {Rayleigh} \left({\frac {1}{\sqrt {2\lambda }}}\right)}.

### Beziehung zur Gammaverteilung
Wenn {\displaystyle R\sim \mathrm {Rayleigh} (\sigma )}, dann ist {\displaystyle \sum _{i=1}^{N}R_{i}^{2}} gammaverteilt mit den Parametern {\displaystyle N} und {\displaystyle 2\sigma ^{2}}: {\displaystyle Y=\sum _{i=1}^{N}R_{i}^{2}\sim \Gamma (N,2\sigma ^{2})}.

### Beziehung zur Normalverteilung
{\displaystyle {\sqrt {X^{2}+Y^{2}}}} ist Rayleigh-verteilt, wenn {\displaystyle X\sim {\mathcal {N}}(0,\sigma ^{2})} und {\displaystyle Y\sim {\mathcal {N}}(0,\sigma ^{2})} zwei stochastisch unabhängige normalverteilte Zufallsgrößen sind.